# Fedele Fenaroli
Fedele Fenaroli (né le 25 avril 1730 à Lanciano et mort à Naples le 1er janvier 1818) est un compositeur italien.

## Biographie
Fenaroli a reçu les rudiments de musique de son père, qui a servi comme maître de chapelle à la basilique de Lanciano. Après la mort de ce dernier, il a décidé de poursuivre ses études musicales, puis est allé à Naples. Il est entré au Conservatoire de Santa Maria di Loreto, et est devenu un élève de Francesco Durante et Pietro Antonio Gallo.
En 1762, il est devenu vice-maître de chapelle de l'Institut et en suite, il a été nommé maître de chapelle titulaire en 1777. En 1768, il a écrit une cantate pour l'anniversaire du roi de Naples, Ferdinand Ier.
Au cours de son activité de directeur, il a effectué de nombreux changements dans l'organisation des institutions de la musique napolitaine. Après la fermeture en 1744 du Conservatoire dei Poveri di Gesù Cristo, ne restaient actifs que trois conservatoires à Naples: celui de  Sant'Onofrio a Capuana, celui de Santa Maria della Pietà dei Turchini et celui de Santa Maria di Loreto. En 1797, Fenaroli  a pris part à l'opération d'unification des Conservatoires de Santa Maria di Loreto et de Sant'Onofrio a Capuana.  En 1807, cependant, il a collaboré à la fusion de cette dernière institution avec celle de Santa Maria de la Pietà dei Turchini, de laquelle est né le Collège Royal de Musique (Conservatoire de San Pietro a Majella d'aujourd'hui). Cette réorganisation a été ordonnée par Joseph Bonaparte. Fenaroli a ensuite pris la direction de la nouvelle école ensemble avec Giovanni Paisiello et Giacomo Tritto, avec lesquels il s'est occupé essentiellement de réorganiser les programmes. À côté de ce poste, il a gardé son poste précédent de professeur de contrepoint.
En 1813 est entré dans la gestion de l'institution également le compositeur Nicola Antonio Zingarelli, un élève de Fenaroli.
Fenaroli est devenu un membre de la Reale Società Borbonica et chef d'orchestre de l'« Associazione dei Cavalieri ». Il est mort le 1er janvier 1818 probablement atteint par un cancer.
Parmi ses élèves, on trouve de nombreux compositeurs célèbres: Domenico Cimarosa, Philip Trajetta, Nicola Antonio Zingarelli, Silvestro Palma, Francesco Ruggi, Salvatore Fighera, Luigi Mosca, Vincenzo Lavigna, Carlo Coccia, Michele Carafa, Giacomo Cordella, Giuseppe Nicolini, Nicola Manfroce, Pietro Antonio Coppola, Traugott Maximilian Eberwein, Saverio Mercadante et Carlo Conti.
Connu principalement pour ses activités d'enseignement, Fenaroli n'a pas négligé son travail de compositeur, écrivant une bonne quantité de musique. Son centre d'intérêt n'était pas, comme pour beaucoup d'autres compositeurs italiens contemporains, l'opéra (il en a écrit cependant quelques-uns), mais la musique sacrée. Dans la musique liturgique, il a montré un niveau élevé de compétences comme compositeur, en particulier dans l'utilisation du contrepoint.
Il a écrit plusieurs traités sur la musique, qui ont été beaucoup utilisés au cours du XIXe siècle, mais qui ont été abandonnés dans les années 1860 en faveur des méthodes d'enseignement modernes.
Le théâtre de Lanciano porte son nom.

## Œuvres

### Opéras
L'année et la ville font référence à la première représentation.
- I due sediarii (opera buffa, livret de Pasquale Mililotti, 1759, Naples)
- La disfatta degli Amaleciti (opera seria, 1780, Chieti)

### Œuvres sacrées

#### Oratorios
L'année et la ville font référence à la première représentation.
- L'arca del Giordano (Lanciano)
- Abigaille (1760, Lanciano)
- La sconfitta degli Assiri (1789, Rome)

#### Autres œuvres sacrées
- Clari fontes in sol maggiore per 5 voci (1752)
- Coeli gaudent in fa maggiore per 4 voci (1763)
- Corda pura in re maggiore per 4 voci (1767)
- Laetae gentes in si maggiore, motetto per 4 voci (1774)
- Cara tibia grata sono in do maggiore, aria con echo per soprano (1780)
- Cara Diva in fa maggiore per 4 voci (1793)
- O beata eterna fiamma in do maggiore, aria per voce con violino e oboe
- Divino astro beato in re maggiore per 2 voci
- Ospes divina in do maggiore, aria per soprano
- O gentes, festinate in re maggiore per 4 voci e tastiera
- Laeto corale in re maggiore per 5 voci
- In clava coeli in re maggiore per soprano
- Fronte laeta in re maggiore per 4 voci
- Inter Choros in re maggiore per 2 cori
- Coeli Flamma in re maggiore per 4 voci
- Gaudete, jubilate in re maggiore per 4 voci
- Messa in re maggiore per 4 voci
- Messa "in pastorale" in fa maggiore per 3 voci
- Messa in sol maggiore per 2 voci e organo
- Messa in fa maggiore per 5 voci
- Messa in sol maggiore per 2 o 3 voci
- Messa de' defunti in do minore per 4 voci (1770)
- Quoniam in do maggiore per soprano e coro
- Dixit in do maggiore per 5 voci
- Dixit in re maggiore per 4 voci con violino, oboe, corno e basso continuo
- Dixit in re maggiore per 4 voci (1751)
- Te Deum in re maggiore per più voci
- Te Deum in do maggiore per 2 voci con violino, oboe, corno e basso continuo
- Responsorio di Sant'Antonio in re maggiore per 4 voci (1769)
- Laudate pueri in sol maggiore per più voci
- Miserere per 4 voci con basso continuo
- Miserere in re minore per 4 voci con violino e basso continuo
- Credo in fa maggiore per 2 voci
- Populemeus per 4 voci e organo
- Ecce lignum crucis in fa maggiore per 4 voci e organo
- Ave Maria per 4 voci con violino e basso continuo
- Stabat Mater in sol minore per 2 voci con violino e basso continuo
- Care Puer in sol maggiore per soprano
- Lamentazione prima del martedì Santo in fa maggiore per contralto con violino e organo
- Lamentazione seconda per soprano con violino e organo
- Lamentazione terza in sol minore per soprano con violino e organo
- Lezione prima del giovedì Santo in re maggiore per contralto con violino e organo
- Lezione seconda in sol maggiore per soprano con violino e organo
- Lezione seconda in re minore per basso con violino e organo
- Lezione terza in si maggiore per soprano con violino e organo
- Lamentazione prima del venerdì Santo in fa per soprano con violino e organo
- Lamentazione seconda in mi bemolle maggiore per contralto con violino e organo
- Lezione terza del venerdì Santo in sol minore per soprano con violino e organo
- Lezione terza in mi minore per soprano con violino e organo
- 4 lezioni dei morti per soprano e contralto con violino
- 3 lezioni del terzo notturno per solista
- Pueri Ebraeorum in do maggiore per 4 voci e organo
- Suscipe me, Domine per soprano con violino
- Vieni, Creator Spiritus in do maggiore per soprano e contralto con violino
- Vieni, Sponsa Christi in re maggiore per quattro voci
- Vieni, Sponsa Christi in fa maggiore per soprano con violino
- Inno di San Michele in si maggiore per 4 voci con violino e organo
- Pange lingua, Tantum ergo e Genitori in sol minore per soprano e contralto con violino e basso continuo
- Cantata per 2 cori

### Traités
- Regole musicali per principianti di cembalo nel sonar coi numeri e per principianti di contrappunto (1775, Naples)
- Partimenti ossia Basso numerato (1800 ca., Rome)
- Studio del contrappunto (1800 ca., Rome)
- Solfeggi per soprano
- Scale e cadenze nelle 3 posizioni

## Source de la traduction
- (it) Cet article est partiellement ou en totalité issu de l’article de Wikipédia en italien intitulé « Fedele Fenaroli » (voir la liste des auteurs).